# Wynn Rogers
T. Wynn Rogers (* 1919; † 1998) war ein US-amerikanischer Badmintonspieler.

## Karriere
Wynn Rogers war einer der bedeutendsten US-amerikanischen Badmintonspieler der Nachkriegszeit. Zweimal stand er mit dem amerikanischen Team in der Thomas-Cup-Endrunde, unterlag jedoch einmal im Halbfinale und einmal im Finale. Die offen ausgetragenen US-Meisterschaften gewann er 18 Mal. Bei den All England stand er zweimal im Finale. Für seine Verdienste wurde er 1956 in die US Badminton Hall of Fame aufgenommen.

## Sportliche Erfolge
| Saison | Veranstaltung | Disziplin    | Platz | Name                                                                                         |
| ------ | ------------- | ------------ | ----- | -------------------------------------------------------------------------------------------- |
| 1947   | US Open       | Mixed        | 1     | Wynn Rogers / Virginia Hill                                                                  |
| 1948   | US Open       | Herrendoppel | 1     | David G. Freeman / Wynn Rogers                                                               |
| 1949   | All England   | Mixed        | 2     | Wynn Rogers / Queenie Allen                                                                  |
| 1949   | US Open       | Mixed        | 1     | Wynn Rogers / Loma Smith                                                                     |
| 1949   | All England   | Herrendoppel | 2     | David G. Freeman / Wynn Rogers                                                               |
| 1949   | US Open       | Herrendoppel | 1     | Barney McKay / Wynn Rogers                                                                   |
| 1949   | Thomas Cup    | Herrenteam   | 3     | USA (Dave Freeman, Wynn Rogers, Clinton Stephens, Bob Williams, Marten Mendez, Carl Loveday) |
| 1950   | US Open       | Mixed        | 1     | Wynn Rogers / Loma Smith                                                                     |
| 1950   | US Open       | Herrendoppel | 1     | Barney McKay / Wynn Rogers                                                                   |
| 1951   | US Open       | Mixed        | 1     | Wynn Rogers / Loma Smith                                                                     |
| 1951   | US Open       | Herrendoppel | 1     | Joe Alston / Wynn Rogers                                                                     |
| 1952   | Thomas Cup    | Herrenteam   | 2     | USA (Dick Mitchell, Wynn Rogers, Bobby Williams, Martin Mendez, Carl Loveday)                |
| 1952   | US Open       | Mixed        | 1     | Wynn Rogers / Helen Tibbetts                                                                 |
| 1952   | US Open       | Herrendoppel | 1     | Joe Alston / Wynn Rogers                                                                     |
| 1953   | US Open       | Herrendoppel | 1     | Joe Alston / Wynn Rogers                                                                     |
| 1955   | US Open       | Herrendoppel | 1     | Joe Alston / Wynn Rogers                                                                     |
| 1955   | US Open       | Mixed        | 1     | Wynn Rogers / Dorothy Hann                                                                   |
| 1961   | US Open       | Mixed        | 1     | Wynn Rogers / Judy Hashman                                                                   |
| 1961   | US Open       | Herrendoppel | 1     | Joe Alston / Wynn Rogers                                                                     |
| 1962   | US Open       | Mixed        | 1     | Wynn Rogers / Judy Hashman                                                                   |
| 1962   | US Open       | Herrendoppel | 1     | Joe Alston / Wynn Rogers                                                                     |
| 1964   | US Open       | Herrendoppel | 1     | Joe Alston / Wynn Rogers                                                                     |

## Referenzen
- http://www.ocbadmintonclub.com/usnationals2006/2006usn-pw.shtml
- Herbert Scheele (Ed.): The International Badminton Federation Handbook for 1970 (Canterbury, Kent, England: J. A. Jennings Ltd., 1970) 161, 164.
- http://usabadminton.org/about-usab/walk-of-fame/walk-of-fame-inductees

| Personendaten    | Personendaten                      |
| ---------------- | ---------------------------------- |
| NAME             | Rogers, Wynn                       |
| ALTERNATIVNAMEN  | Rogers, T. Wynn                    |
| KURZBESCHREIBUNG | US-amerikanischer Badmintonspieler |
| GEBURTSDATUM     | 1919                               |
| STERBEDATUM      | 1998                               |